# Dog Soldiers
Dog Soldiers är en brittisk långfilm från 2002 i regi av Neil Marshall, med Sean Pertwee, Kevin McKidd, Emma Cleasby och Liam Cunningham i rollerna.

## Handling
En brittisk militärgrupp på sex män är ute på en militärövning i de skotska högländerna. De flesta av dem vill inte göra övningen eftersom de vill se en fotbollsmatch men de tvingas att göra det. En av dem, Pvt. Cooper (Kevin McKidd), har hört rykten om att folk har blivit brutalt mördade i området där de går men ingen av dem fruktar det. Under en natt när de vilar faller det en ko på brasan och snabbt märker soldaterna att den är död. Det visar sig att den har förblött och soldaterna följer vägen som kon kom ifrån.
Efter flera kilometers vandring ser de en lysraket i luften vilket måste komma från en människa. De kommer till ett militärläger där lysraketen sköts ifrån och de ser organ och blod överallt. Soldaterna beväpnar sig med eldvapen, som de hittar på platsen, och slänger sina träningsvapen för att försvara sig mot någonting. När de försöker kontakta militärbasen med radio dyker det upp en skadad man. Mannen visar sig att vara en bekant till Cooper och de båda männen avskyr varandra. Ett ylande ljud kommer från skogen och soldaterna flyr in till skogen. De blir attackerade av något sorts monster men de lyckas fly. De blir hittade av en kvinna med en bil och kör iväg ännu djupare in i skogen. Soldaterna och kvinnan hittar ett övergivet hus och försvarar sig mot monstren som visar sig vara varulvar.

## Om filmen
- Filmen utspelar sig i Skottland men filmades i Luxemburg.
- Filmen äger troligen rum den 1 och 2 september 2001, då England faktiskt vann mot Tyskland 5-1 natten mellan den 1 och 2. Dessutom hade nätterna fullmånar.
- Jason Statham var Top-Runner att få spela Cooper men han var tvungen att backa i sista minuten för att göra John Carpenters Ghosts of Mars.
- Simon Pegg blev erbjuden för en roll i filmen, men tackade nej efter Edgar Wright bad honom att spara sin första roll i en skräckfilm till Shaun of the Dead.

## Rollista
| Sean Pertwee    | – Sgt. Harry G. Wells |
| Kevin McKidd    | – Pvt. Cooper         |
| Emma Cleasby    | – Megan               |
| Liam Cunningham | – Capt. Ryan          |
| Thomas Lockyer  | – Cpl. Bruce Campbell |
| Darren Morfitt  | – 'Spoon' Witherspoon |
| Chris Robson    | – Pvt. Joe Kirkley    |
| Leslie Simpson  | – Pvt. Terry Milburn  |